# Teatri della Sicilia
I teatri della Sicilia sono i complessi architettonici, variegati per tipologia ed epoca di costruzione, che costituiscono l'espressione artistica e materiale dell'attività scenica nell'isola dall'età antica al XXI secolo.

## Storia
Il teatro è sempre stato uno dei più importanti luoghi della socializzazione e dell'intrattenimento di carattere culturale. Nella città greca svolgeva un ruolo di primo piano, così come in quella romana dove però ospitava primariamente manifestazioni di tipo sportivo. Con la nascita dei primi teatri al chiuso tra XVII e XVIII secolo, lo spettacolo teatrale divenne sempre più un fenomeno elitario, non solo per motivi economici. La Sicilia è sempre stata protagonista del mondo teatrale sia nell'antichità, quando nei suoi grandiosi teatri venivano rappresentate le opere di Eschilo, sia in epoca moderna avendo dato i natali a numerosi personaggi di alto calibro e fama.

## Teatri greci antichi

### Epoca greca

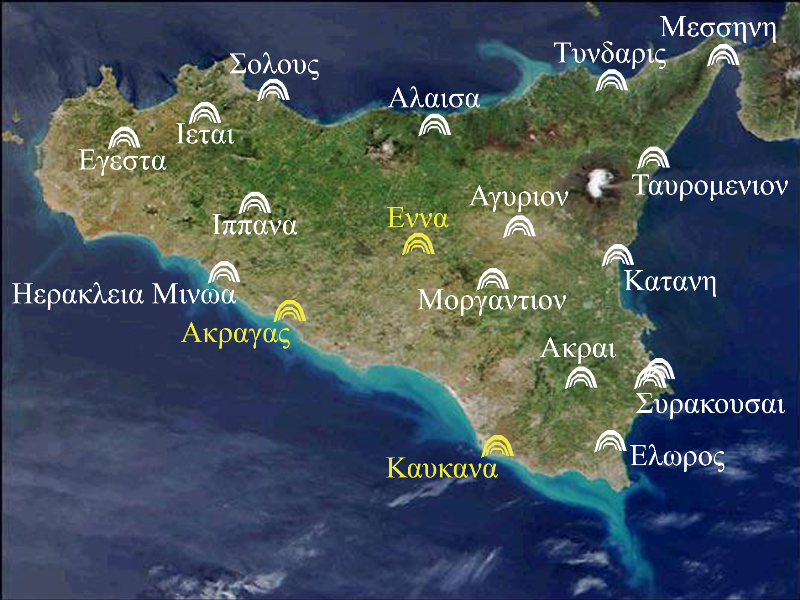
Teatri greci antichi in Sicilia

Il teatro era una delle strutture fondamentali della polis. Solitamente era posto sulle pendici di una collina o, in mancanza di quest'ultima, veniva innalzato in muratura. Nelle località costiere solitamente era posizionato in modo che il pubblico oltre a godere della rappresentazione godesse anche del paesaggio. Quando Eschilo decise di trasferirsi in Sicilia fu dapprima a Siracusa, dove rappresentò alcune opere nel teatro che ancora oggi possiamo ammirare, per poi stabilirsi a Gela, morendovi dopo quattro anni dal suo arrivo. In quest'ultima località, come a Kamarina, non si è trovata alcuna traccia del teatro greco che pure doveva esserci. In alcune delle antiche poleis siceliote sono ancora oggi presenti i resti degli antichi teatri. Ecco l'elenco:
- Siracusa
- Segesta
- Morgantina
- Tindari
- Eraclea Minoa
- Akrai (Palazzolo Acreide)
- Eloro
- Taormina
- Katane (Catania)

### Epoca romana
Come già detto, gli anfiteatri di età romana erano destinati più che altro ai giochi tra gladiatori o ad altre manifestazioni di carattere sportivo organizzate per intrattenere la grande folla di gente che vi si radunava. In Sicilia le testimonianze di strutture teatrali romane sono piuttosto scarse e la città di Catania ne conserva ben due.
- Siracusa (anfiteatro)
- Catania (anfiteatro)
- Catania (teatro e odeon)
- Taormina
- Termini Imerese (anfiteatro)
- Solunto (teatro ed odeon)
- Taormina (teatro di origine greca)

## Teatri moderni
L'esigenza, non solo borghese, di luoghi di ritrovo e svago nelle città, portò alla nascita già a partire dalla fine del XVII secolo di qualche sala teatrale nei principali centri dell'isola. La maggior parte dei teatri comunque fu realizzata nel corso di tutto il XIX secolo riguardando questa volta non solo le grandi città (Palermo, Messina e Catania) dove ne vennero realizzati più di uno soprattutto per iniziativa di privati, ma quasi tutti i centri di piccole e medie dimensioni dell'isola. In alcuni casi nuove strutture o ricostruzioni si registrarono durante la prima metà del 1900. 
Il modello di sala più diffuso, quello detto “all'italiana”, è caratterizzato dalla pianta a forma di ferro di cavallo con più file di palchi tutt'attorno. I teatri più eleganti, dotati di ampio foyer e fossa orchestrale, furono molto spesso progettati da grandi architetti siciliani (come Ernesto Basile) che li arricchirono con volte affrescate e decorazioni in oro zecchino. 
Tra anni sessanta e settanta di quest'ultimo secolo, molti teatri ridottisi a trascurate sale cinematografiche, andarono incontro ad una crisi che portò alla loro chiusura. Fortunatamente negli ultimi anni molti teatri chiusi da decenni sono stati oggetto di opere di restauro che ne hanno permesso la riapertura, tornando allo splendore di un tempo. Alcuni di essi, purtroppo, sono stati ricostruiti in chiave moderna. Ecco i teatri suddivisi per provincia:
Provincia di Agrigento
- Agrigento: Teatro Luigi Pirandello, Teatro della Posta Vecchia, PalaCongressi
- Canicattì: Teatro Sociale
- Castrofilippo: Teatro Insalaco
- Licata: Teatro Re
- Porto Empedocle: Teatro Empedocle
- Racalmuto: Teatro Comunale Margherita
- Sambuca di Sicilia: Teatro comunale L'Idea

Provincia di Caltanissetta
- Caltanissetta: Teatro Regina Margherita
- Gela: Teatro Comunale Eschilo

Provincia di Catania
- Catania: ex Teatro Comunale, Teatro Massimo Vincenzo Bellini, Teatro Sangiorgi, Teatro stabile di Catania
- Adrano: Teatro Bellini
- Belpasso: Teatro Comunale
- Bronte: Teatro comunale
- Trecastagni: Teatro Comunale

Provincia di Enna
- Enna: Teatro Francesco Paolo Neglia (già Garibaldi)
- Piazza Armerina: Teatro Garibaldi*[1]

Provincia di Messina
- Messina: Teatro Vittorio Emanuele II
- Barcellona Pozzo di Gotto: Teatro Placido Mandanici
- Capo d'Orlando: Teatro Pier Maria Rosso di San Secondo
- Castel di Lucio: Teatro Nino Martoglio
- Francavilla di Sicilia: Teatro Ferrara
- Milazzo: Teatro Trefiletti
- Naso: Teatro Vittorio Alfieri
- Novara di Sicilia: Teatro Comunale
- Patti: Teatro Beniamino Joppolo
- Sant'Agata di Militello: Teatro Aurora

Provincia di Palermo
- Palermo: Teatro Massimo, Teatro Politeama, Teatro Biondo, Teatro Bellini (Palermo), Teatro Santa Cecilia
- Bagheria: Teatro comunale Branciforti
- Cefalù: Teatro comunale

Provincia di Ragusa
- Comiso: Teatro Naselli*
- Modica: Teatro Garibaldi
- Ragusa:  Teatro della Concordia
- Vittoria: Teatro Vittoria Colonna

Provincia di Siracusa
- Augusta: Teatro comunale
- Noto: Teatro Comunale
- Avola: Teatro Comunale
- Siracusa: Teatro Comunale, Cine Teatro Vasquez

Provincia di Trapani
- Alcamo: Teatro Comunale "Cielo d'Alcamo"
- Castellammare del Golfo: Teatro Apollo
- Castelvetrano: Teatro Selinus
- Marsala: Teatro Comunale Eliodoro Sollima (riaperto)
- Mazara del Vallo: Teatro Garibaldi

## Teatro Inattivi
Il teatro contemporaneo in Sicilia vanta qualche esempio interessante dal punto di vista architettonico. Inoltre ci sono molte strutture (i cosiddetti "cine teatri") realizzate soprattutto nel cinquantennio 1925/1975 che, pur rispondendo ai classici canoni architettonici della sala rettangolare con galleria, risultano importanti perché nei decenni sono stati sede di centinaia di rappresentazioni teatrali ed eventi significativi che hanno contribuito notevolmente alla vita culturale, sociale e ricreativa di tante città. 
In Sicilia, purtroppo, si registrano però quattro casi emblematici di grandi spazi teatrali contemporanei la cui costruzione è iniziata e non è mai stata portata a termine: il Teatro Nuovo di Sciacca (progettato da Alberto Samonà), il Teatro Mandanici di Barcellona Pozzo di Gotto, il Teatro Nuovo di Giarre e il teatro "Moncada" di Catania (Librino). 
Ecco l'elenco dei teatri contemporanei più significativi della Sicilia dal punto di vista architettonico o per il loro ruolo:

Tanti sono gli spazi teatrali chiusi in Sicilia, antichi e moderni, ricchi di storia ma molto spesso messi nel dimenticatoio. La speranza è che questi teatri, come tanti altri, possano essere recuperati e restituiti alle comunità locali che hanno sete di cultura e svago, soprattutto nei centri medi e piccoli. Il seguente elenco di teatri include edifici pubblici e privati:
Provincia di Agrigento
- Aragona: Cine-teatro comunale
- Bivona: Teatro comunale
- Favara: Cine-Teatro Marconi*, Cine-Teatro Bellini*
- Grotte: Cine-teatro Marconi
- Menfi (Italia): Cine-teatro comunale Pirandello
- Naro: Cine-teatro Tre torri
- Ribera: Cine-teatro Vella, Cine-teatro Sarullo
- Sambuca di Sicilia: Cine-teatro Elios

Provincia di Caltanissetta
- Caltanissetta: Cine-Teatro Bellini
- Gela:  Cinematografo Mastrosimone (teatro fino al 1970)
- Mazzarino (Italia): Cine-Teatro Don Bosco
- Milena (Italia): Cine-teatro Chiarelli
- Niscemi: Cine-Teatro Samperi, Cine-Teatro Gagliani

Provincia di Catania
- Catania: "Teatro delle belle arti" , "Teatro Club"
- Acireale: Teatro Bellini
- Caltagirone: Cine-Teatro Metropole*
- Grammichele: Cine-teatro Intelisano
- Gravina di Catania: Cine-teatro Sciara
- Linguaglossa: Teatro Comunale
- Mineo: Cine-Teatro La Luna
- Riposto: Teatro Puglisi

Provincia di Enna
- Piazza Armerina: Cine-teatro Ariston
- Pietraperzia: Cine-Teatro Margherita

Provincia di Messina
- Castel di Lucio: Cine-teatro Martoglio
- Castronovo di Sicilia: Teatro Vittoria
- Castroreale: Cine-teatro comunale
- Francavilla di Sicilia: Teatro comunale
- Spadafora: Cine-teatro San Domenico

Provincia di Palermo
- Camporeale: Cine-Teatro Vinci
- Villabate: Cine-Teatro delle Palme
- Ficarazzi: Cine-Teatro Odeon
- Godrano: Teatro comunale
- Marineo: Cine-Teatro Daina

Provincia di Ragusa
- Ragusa: Cine-teatro La Licata, Cine-teatro Don Bosco, Cine-Teatro Marino
- Vittoria (Italia): Cine-Teatro Leonardi, Cine-Teatro Roxy (ora negozio di abbigliamento)
- Acate: Cine-teatro Eden
- Comiso: Cine-teatro Vona
- Giarratana: Cine-Teatro Bellini
- Modica: Cine-Teatro Pluchino,Cine-Teatro Aurora

Provincia di Siracusa
- Siracusa: Cine-Teatro Italia, Cine-Teatro Lux
- Augusta (Italia): Cine-teatro Kursaal
- Carlentini: Cine-teatro Ansaldo, Cine-teatro Motta
- Floridia: Cine-Teatro Flora
- Noto (Italia): Cine-teatro Esperia

Provincia di Trapani
- Campobello di Mazara: Cine-teatro Olimpia (Odeon)
- Favignana: Teatro Sant'Anna
- Mazara del Vallo: Cine-teatro VaccarMargherita
- Salemi: Cine-teatro Italia